# Патрік Моро
Патрік Моро (фр. Patrick Moreau, нар. 3 листопада 1973, Коньяк) — французький футболіст, що грав на позиції захисника.
Виступав, зокрема, за клуб «Бастія», а також олімпійську збірну Франції.
Володар Кубка Інтертото.

## Клубна кар'єра
У дорослому футболі дебютував 1990 року виступами за команду «Расінг» (Париж), в якій провів два сезони.
Протягом 1992—1996 років захищав кольори клубу «Сент-Етьєн».
Своєю грою за останню команду привернув увагу представників тренерського штабу клубу «Бастія», до складу якого приєднався 1996 року. Відіграв за команду з Бастії наступні шість сезонів своєї ігрової кар'єри.
Згодом з 2001 по 2005 рік грав у складі команд «Мец» та «Нансі».
Завершив ігрову кар'єру у команді «Шатору», за яку виступав протягом 2005—2007 років.

## Виступи за збірні
У 1996 році залучався до складу молодіжної збірної Франції.
Того ж року захищав кольори олімпійської збірної Франції.

## Титули і досягнення
- Володар Кубка Інтертото (1):

«Бастія»: 1997